# Crença verdadeira justificada
Crença verdadeira justificada é uma definição de conhecimento que afirma que: para uma pessoa possuir conhecimento de uma coisa, essa coisa deve ser verdadeira, a pessoa deve acreditar que tal coisa é verdadeira, e a crença deve ser justificada. Em termos mais formais, um sujeito S sabe que a proposição P é verdadeira se e só se:
1. P é verdadeiro
2. S acredita que P é verdadeiro, e
3. S é justificado em acreditar que P é verdadeiro

A teoria da crença verdadeira justificada sofreu um revés significativo devido à descoberta do problema de Gettier, situações em que as condições apresentadas acima eram alcançadas mas nas quais muitos filósofos discordavam que alguma coisa fosse conhecido. Robert Nozick sugeriu uma clarificação da "justificação", que acreditava eliminar o problema: a justificação deve ser tal que em situações onde a justificação for falsa, o conhecimento também o será.